# Bornö

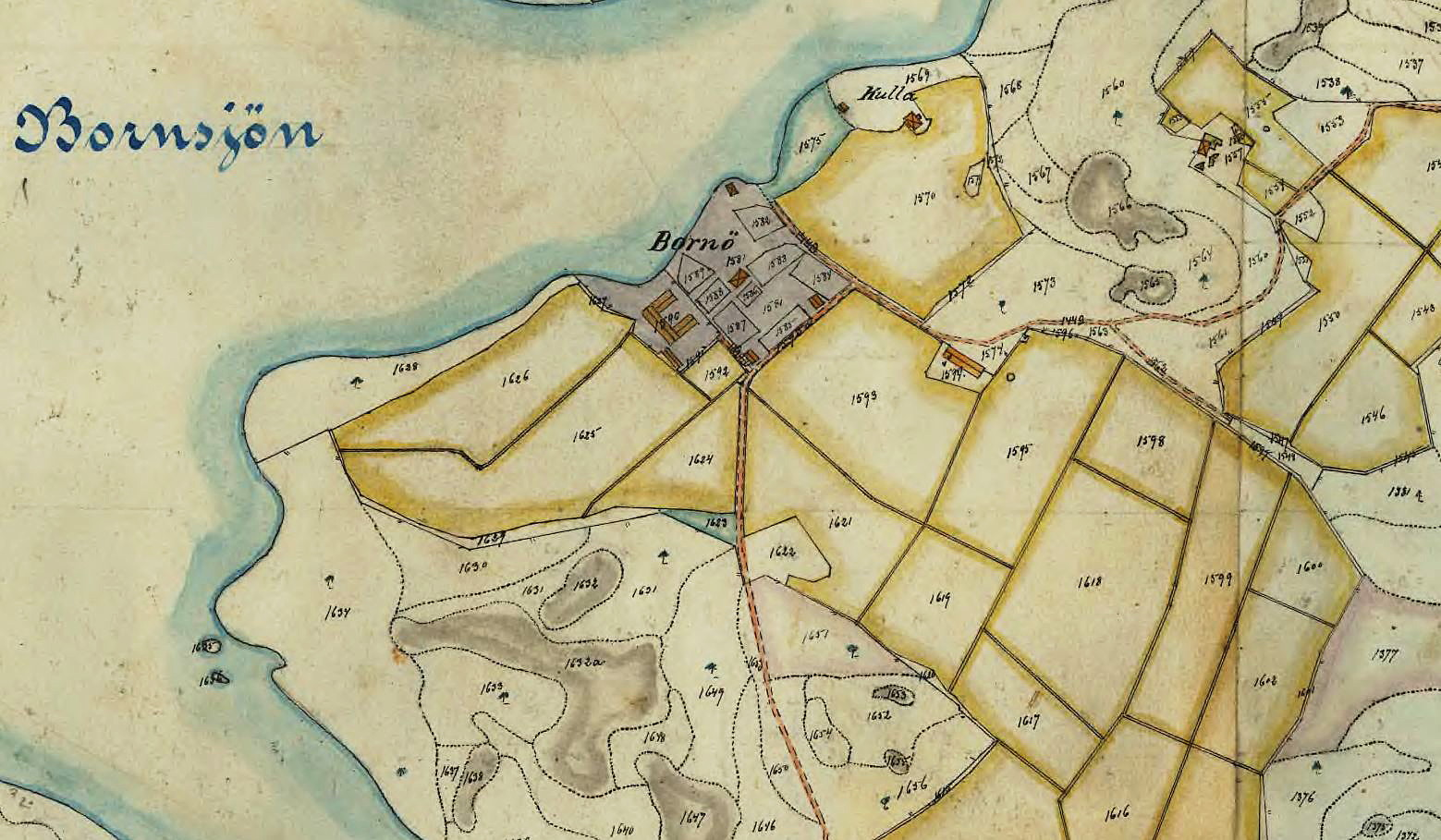
Gården Bornö med omgivning 1905.

Bornö är en halvö i Bornsjön och var även namnet på en sätesgård i Salems socken, nuvarande Salems kommun, Stockholms län. Gårdens huvudbyggnad revs i början på 1900-talet i samband med att Bornö blev en av Stockholms stads Bornsjöegendomarna. Idag återstår några husgrunder och en mindre stuga från 1800-talet. I området finns Bornöstenen, en runsten från 1000-talet.

## Halvön
Halvön Bornö var på forntiden en ö i Bornsjön som genom landhöjningen växte samman med fastlandet. Än idag märks det tidigare sundet som en vattensjuk sänka mellan halvön och fastlandet.

## Gården

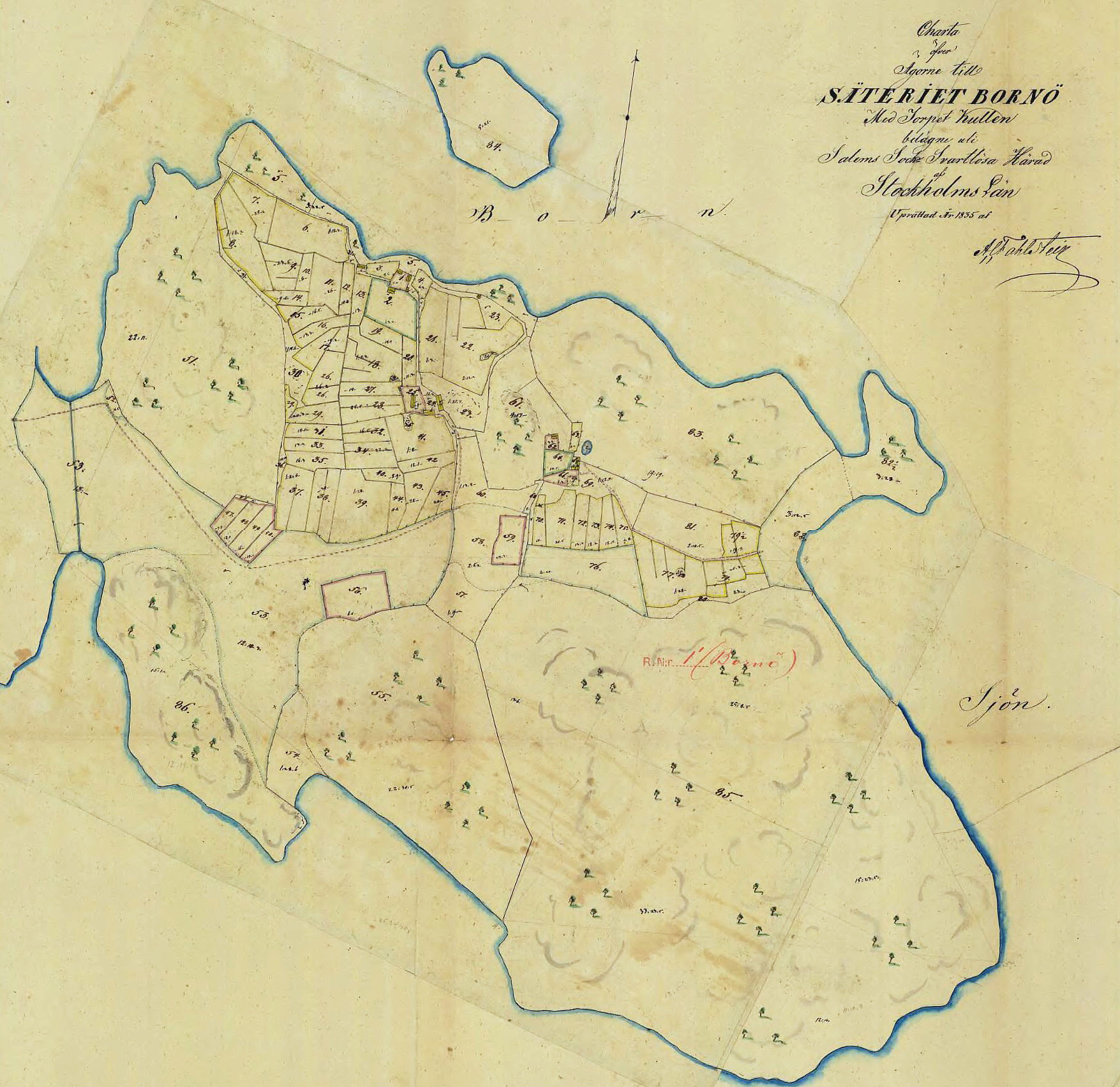
Säteriet Bornös ägor 1835.

Gården Bornö låg på nordöstra sidan av halvön. Redan år 1338 omtalas Bornö som de boornø i skriftliga källor och 1357 nämns en Karl Laffrinzson i Bornö. Born eller Bornö var 1403 sätesgården för väpnaren Johan Karlsson,  som ger sin hustru Greta Fickesdotter Moltke i morgongåva halva gårdarna Bornö, Näsby och Ladvik.
1544 var Knut Andersson Lille av Ökna ärare och 1562 slottsbefälet på Stegeborgs slott, Ulf Henriksson Bååt-Snakenberg.
I mitten av 1700-talet ägdes Bornö av diplomaten Gustaf Boneauschiöld (1683–1754). Förutom Bornö ägde Boneauschiöld ett hus i Stockholm vid Drottninggatan samt gårdarna Vällinge, Stavsund, Kaggeholm och Edeby vilka han 1744 förvärvat från stärbhuset efter svärfadern landshövdingen, friherre Isak Funck. År 1881 var Bornö fortfarande en betydande gård i Salems socken. Då var 28 personer mantalskrivna här. Utöver bonden Anders Gustaf Thelin och hans hustru fanns fem statare med familjer samt deras 15 barn. Egendomen omfattade omkring 35 hektar uppodlad mark och dessutom ängar och skog samt torpet Kullen. I princip ingick hela Bornöhalvön samt lilla Bornö holme (dagens Kullaholmen).
Huvudbyggnaden och torpet Kullen  revs omkring 1910 i samband med att Bornsjön blev Stockholms dricksvattentäkt och Norsborgs vattenverk uppfördes. Av gårdsanläggningen återstår idag Bornö gamla gårdstomt med fyra husgrunder efter ekonomibyggnader och boningshus. Det senare avtecknar sig som en svag förhöjning med måtten 10×7 meter i landskapet. I samband med grävningsarbeten efter delar av Bornöstenen 1944 påträffades stenens rotända där husets ingång legat.
I ett av bostadshusen som ännu existerar bodde på 1940-talet skogsarbetare som skötte skogarna åt den nye ägaren, Stockholms vattenledningsverk (idag Stockholm Vatten och Avfall). Byggnaden är numera fritidshus. Landskapsbilden är kraftigt förändrat eftersom stora delar av det tidigare odlingslandskapet idag är skogsplanterat.

## Nutida bilder

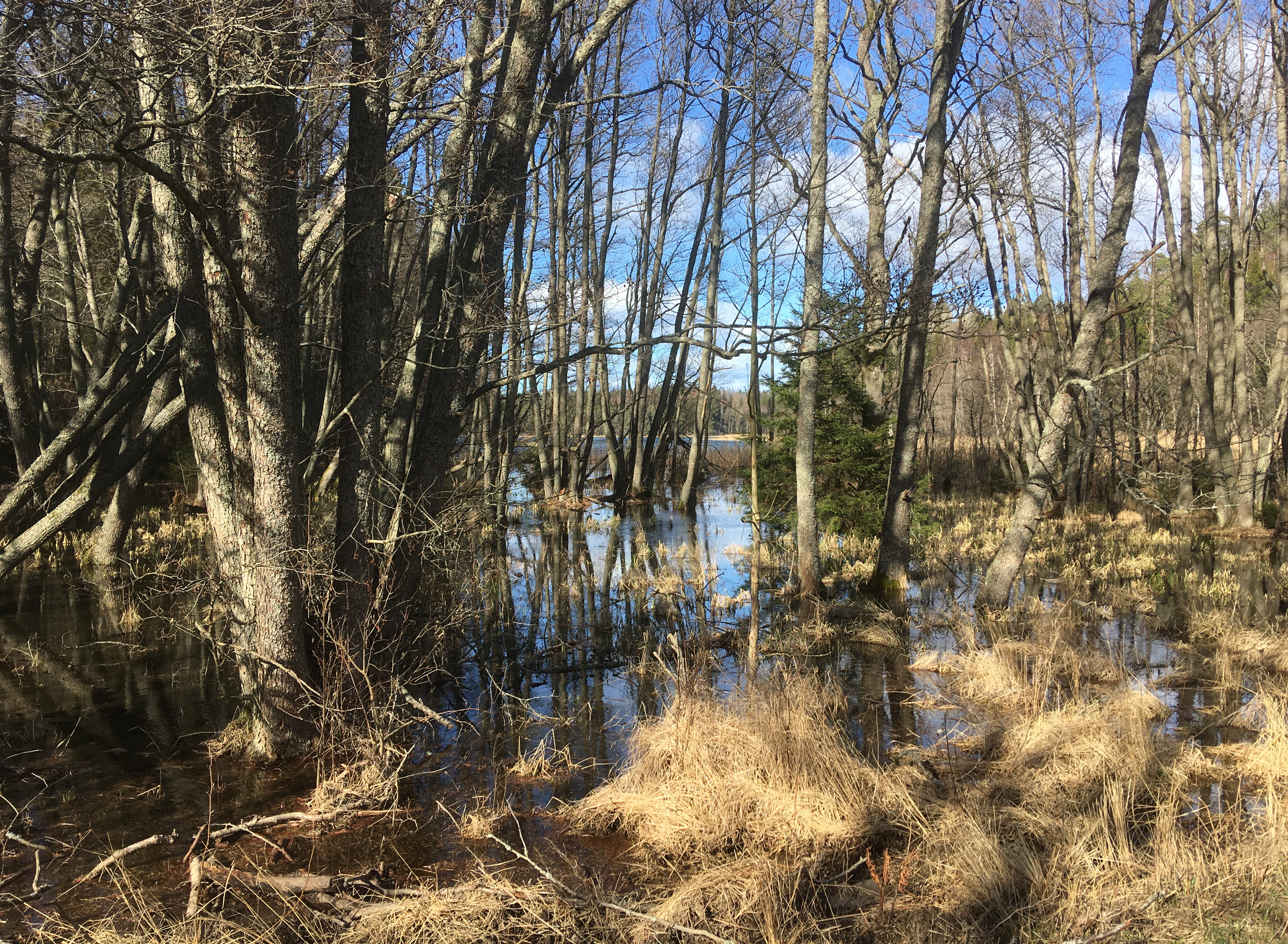
Före detta sundet mellan Bornö och fastlandet.
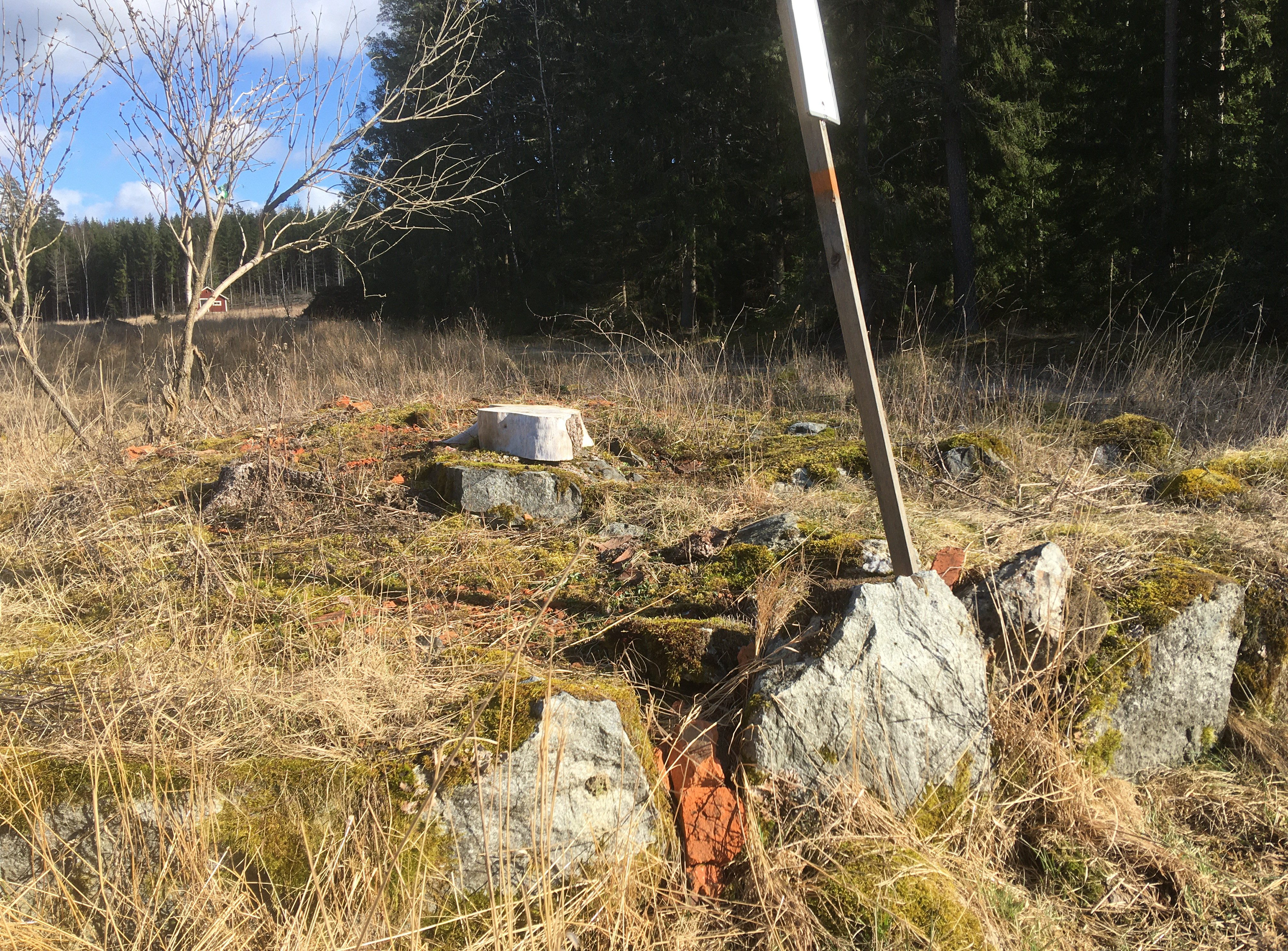
Husgrund efter ekonomibyggnad.
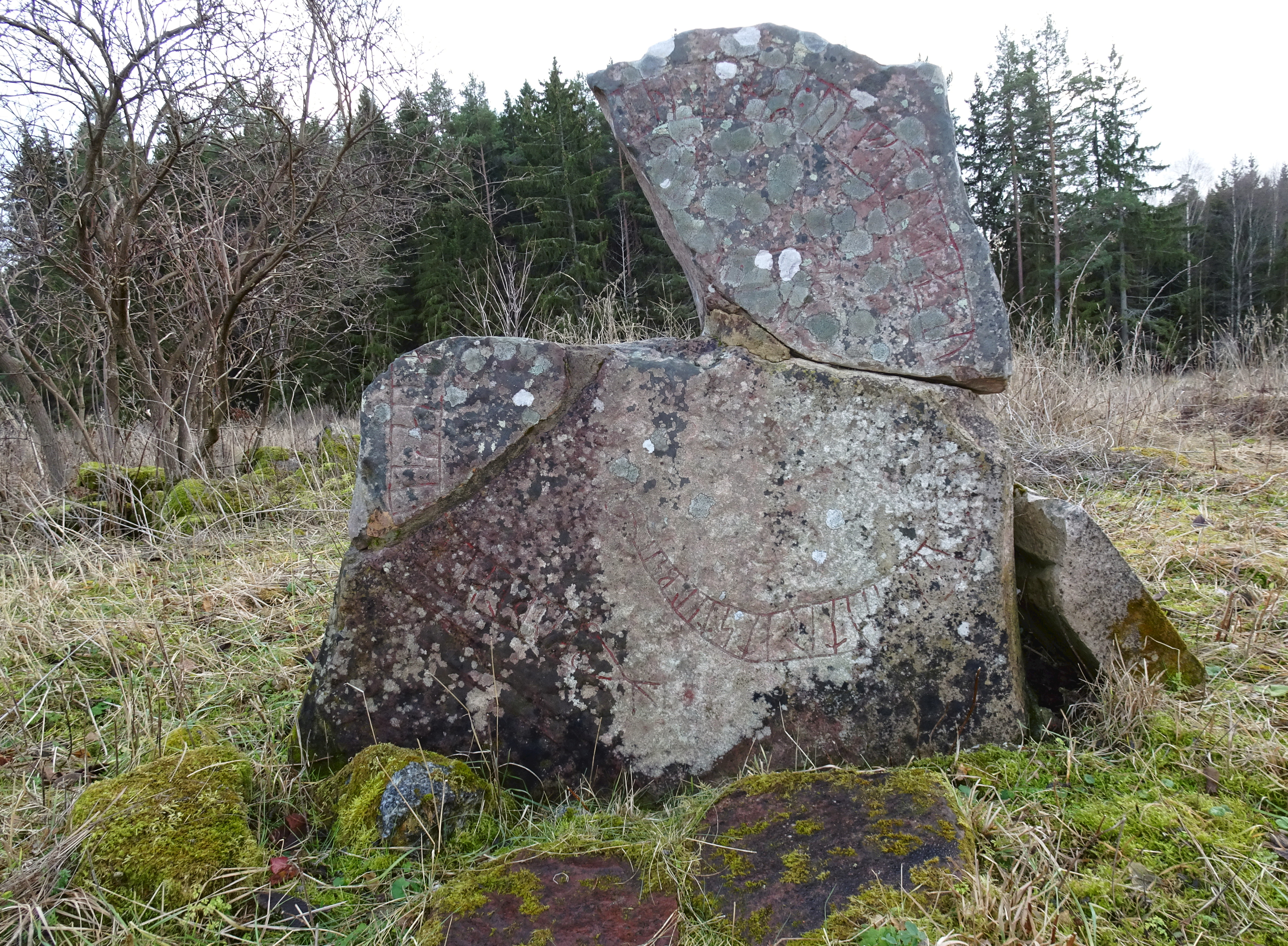
Bornöstenen Sö 303.
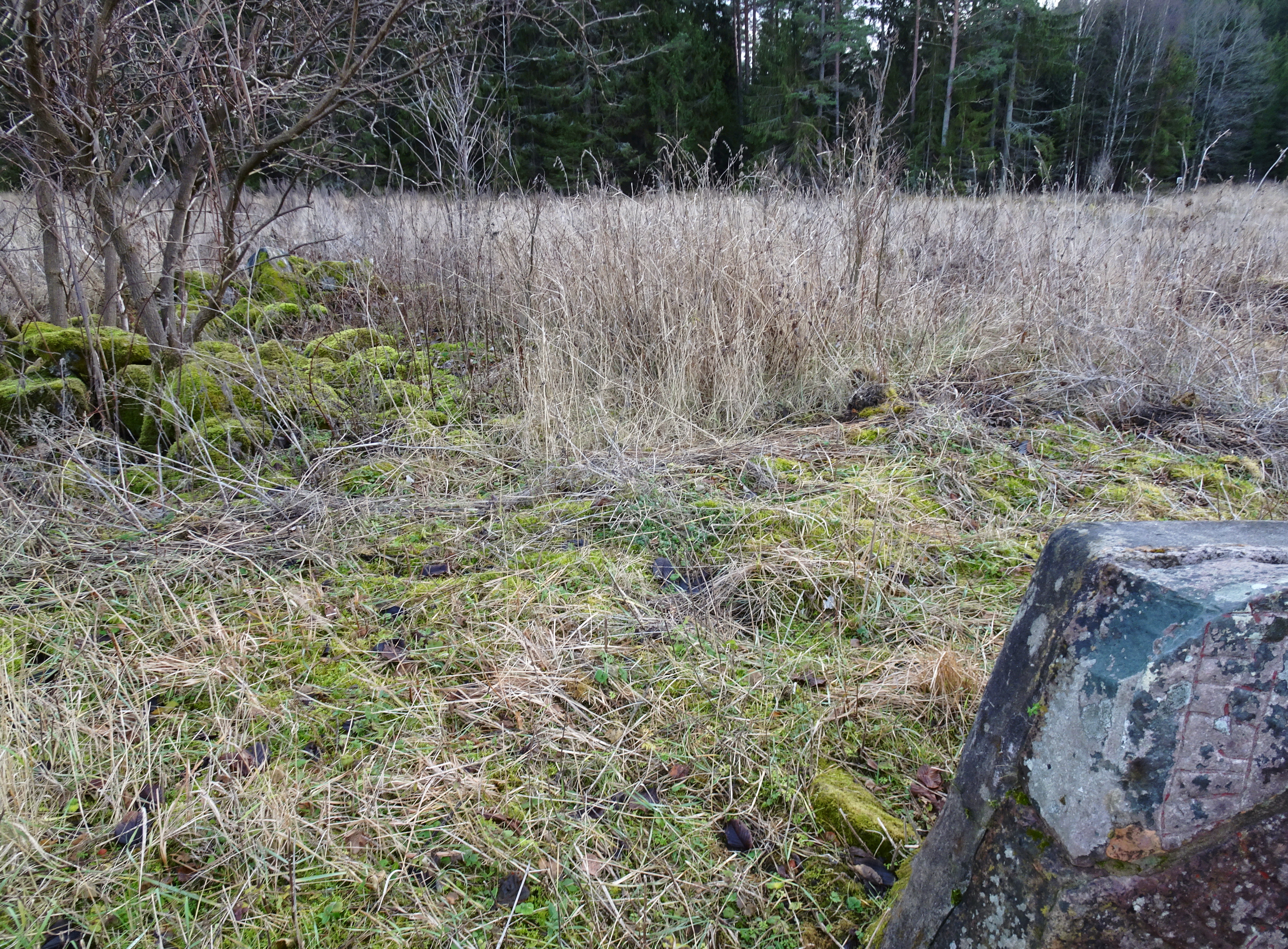
Husgrund efter Bornös huvudbyggnad.
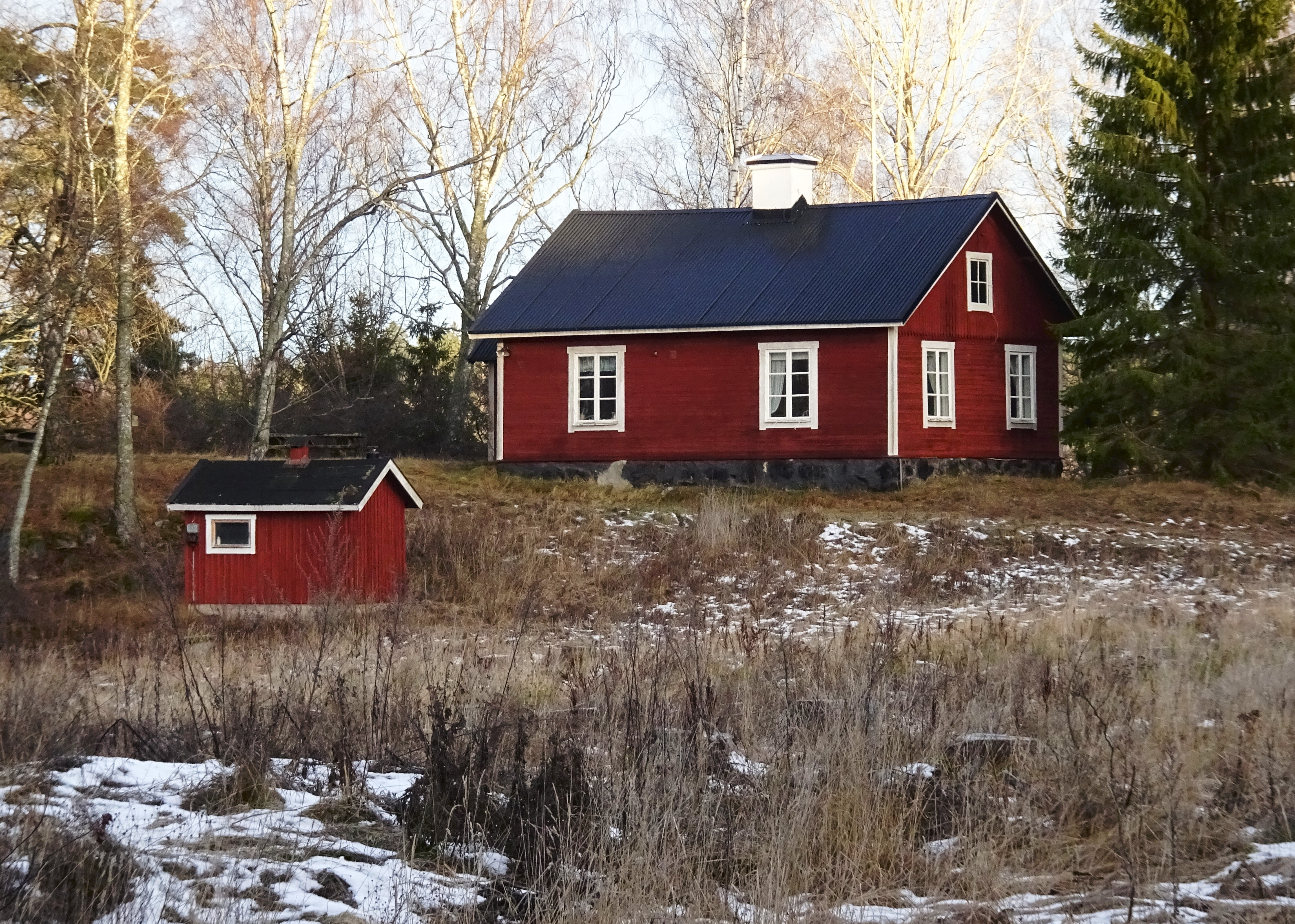
Kvarvarande 1800-tals hus.